# Neallogaster
Neallogaster – rodzaj ważek z rodziny szklarnikowatych (Cordulegastridae).

## Podział systematyczny
Do rodzaju należą następujące gatunki:
- Neallogaster annandalei (Fraser, 1923)
- Neallogaster choui Yang & Li, 1994
- Neallogaster hermionae (Fraser, 1927)
- Neallogaster jinensis (Zhu & Han, 1992)
- Neallogaster latifrons (Selys, 1878)
- Neallogaster lunifera (Selys, 1878)
- Neallogaster ornata Asahina, 1982
- Neallogaster schmidti Asahina, 1982